# Sidamon
Sidamon és un municipi de la comarca del Pla d'Urgell. Enguany, el 2019, la seva alcaldessa és Maria Dolors Tella Albareda.

## Topònim
El topònim està documentat el 1079 amb un híbrid d'àrab i llatí, Cidamundum. L'origen és incert. Podria ser una contracció d'«ací damunt», o provenir del nom àrab de persona Sidi Amud o del germànic Sigmund. En el fogatge del segle xv apareix com Sidemunt, de la vegueria de Cardona, i al segle xvi com Sidamunt de la vegueria de Tàrrega. En els primers censos del segle xix es va registrar com Sidamunt. El 1933 es va canviar a Sidamon, a proposta de l'IEC. El 1937 va canviar el nom pel d'Olèstria, per motius i amb significat no esbrinats. El franquisme va anul·lar els canvis republicans i fins al 1983 no es va normalitzar a Sidamon.

## Geografia
- Llista de topònims de Sidamon (Orografia: muntanyes, serres, collades, indrets…; hidrografia: rius, fonts...; edificis: cases, masies, esglésies, etc.).

## Demografia
| 1497 f | 1515 f | 1553 f | 1717 | 1787 | 1857 | 1877 | 1887 | 1900 | 1910 |
| ------ | ------ | ------ | ---- | ---- | ---- | ---- | ---- | ---- | ---- |
| 21     | 16     | 16     | 30   | 50   | 314  | 326  | 330  | 376  | 423  |

| 1920 | 1930 | 1940 | 1950 | 1960 | 1970 | 1981 | 1990 | 1992 | 1994 |
| ---- | ---- | ---- | ---- | ---- | ---- | ---- | ---- | ---- | ---- |
| 475  | 455  | 446  | 489  | 501  | 510  | 446  | 442  | 442  | 442  |

| 1996 | 1998 | 2000 | 2002 | 2004 | 2006 | 2008 | 2010 | 2012 | 2014 |
| ---- | ---- | ---- | ---- | ---- | ---- | ---- | ---- | ---- | ---- |
| 455  | 476  | 527  | 577  | 642  | 688  | 727  | 758  | 736  | 706  |

| 2016 | 2018 | 2020 | 2022 | 2024 | 2026 | 2028 | 2030 | 2032 | 2034 |
| ---- | ---- | ---- | ---- | ---- | ---- | ---- | ---- | ---- | ---- |
| 734  | 733  | 748  | 759  | 767  | -    | -    | -    | -    | -    |

## Gastronomia
Les orelletes són les postres típiques de Sidamon i d'altres pobles del Pla d'Urgell. Els seus ingredients són: ous, farina, matafaluga, llevat anís i moscatell.
Un altre plat típic és la coca de recapte. Els seus ingredients són: 50 g de farina, 30 g de llevat premsat, sal, 1 vas d'aigua tèbia, 30 g de mantega, 1 dl d'oli, tot acompanyat amb una guarnició: 6 tomates madures, 3 cebes, 4 arengades, 3 albergínies, 3 pebrots vermells, sal. Per acabar, destaquem els caragols a la llauna que són un dels plats més populars i els seus ingredients són: 1 kg de caragols bovers, 1 got d'oli d'oliva verge, sal i pebre, pebre vermell dolç, 1 copa de brandi.

## Consistori
- Alcaldessa: Maria Dolors Tella i Albareda.
- Regidor: Sergi Balcells.
- Regidora: Janet Grummich Rodie.
- Regidor: Xavier Llovera Carulla.
- Regidora: Montserrat Carulla.
- Regidor: Francesc Xavier Llovet Mayora
- Regidor: Joan Taruella Andrés

Fonts oficials consultades

## Política
| Candidatura | Candidatura              | Cap de llista               | Vots | Regidors | % vots |
| ----------- | ------------------------ | --------------------------- | ---- | -------- | ------ |
|             | Convergència i Unió      | Josep M. Huguet i Farré     | 245  | 6        | 73.57% |
|             | Plataforma per Catalunya | Marc Issac Martinez Sabater | 66   | 1        | 19.82% |
|             | En blanc                 |                             | 22   |          | 6.61%  |
| Total       | Total                    | 368                         | 368  | 7        |        |

## Festes Majors
La festa major d'hivern: Dia 3 de febrer.
Festa major d'estiu: Dia 24 d'agost Festa Major d'Estiu dedicada a Sant Bartomeu en la
que se celebren diverses activitats dedicades a la gent de totes les edats.